# غياث أباد (كاشان)
غياث‌ أباد هي قرية في مقاطعة كاشان، إيران. عدد سكان هذه القرية هو 224 في سنة 2006.